# Manfred Müller (Politiker, 1943)
Manfred Müller (* 27. Februar 1943 in Berlin-Weißensee; † 17. Juni 2025) war ein deutscher Gewerkschafter und Politiker. Er war von 1994 bis 2002 parteiloser Abgeordneter des Deutschen Bundestages und Mitglied der Fraktion der PDS. 

## Leben
Der ehemalige Berliner Landesvorsitzende der Gewerkschaft Handel, Banken und Versicherungen war in der 13. Wahlperiode Parlamentarischer Geschäftsführer der PDS-Gruppe im Deutschen Bundestag, während der 14. Wahlperiode Europapolitischer Sprecher.
Seine Kandidatur für die PDS hatte für Aufsehen gesorgt, da mit ihm erstmals ein hochrangiger westdeutscher Gewerkschaftsfunktionär für die PDS ein wichtiges politisches Mandat übernahm. Zugleich war er wegen seiner kritischen Haltung gegenüber der DDR innerhalb der Partei umstritten.
1994 und 1998 wurde er jeweils mit der Mehrheit der Erststimmen als Direktkandidat für den Wahlkreis Hohenschönhausen-Pankow-Weißensee gewählt. Dies war 1994 besonders wichtig, da die PDS nur dank des Gewinns von vier Direktmandaten in den Bundestag einzog. Das damals gültige Bundestagswahlrecht enthielt die Grundmandatsklausel, nach der eine Partei, die weniger als 5 % der Zweitstimmen erlangt, aber drei Direktmandate erringt, trotzdem entsprechend ihrem Zweitstimmenanteil Sitze im Bundestag erhält.